# ازدست‌رفته (مجموعه تلویزیونی ۲۰۱۴)
ازدست‌رفته یا گمشده (به انگلیسی: The Missing)  محصول کشور بریتانیا است
قسمت اول فصل اول این سریال ۸ قسمتی ۲۸ اکتبر ۲۰۱۴ از بی‌بی‌سی وان و در ۱۵ نوامبر ۲۰۱۴ در استارز به نمایش درآمد.
این سریال توسط هری و جک ویلیامز نوشته شده و توسط تام شانکلند کارگردانی شد.
جیمز نسبیت در نقش تونی هیوز، پدر پسربچه‌ای که در فرانسه گمشده و چکی کاریو در نقش جولین باپتیست کاراگاه پرونده بازی می‌کنند.
ازدست‌رفته در هفتاد و دومین مراسم گلدن گلوب نامزد «بهترین سریال کوتاه» و فرانسیس اوکانر نامزد جایزهٔ «بهترین بازیگر زن سریال کوتاه» شد.
فصل دوم این سریال با یک پروندهٔ جدید در ۸ قسمت از ۱۲ اکتبر ۲۰۱۶ تا ۳۰ نوامبر ۲۰۱۶ نمایش داده شد.
در سال ۲۰۱۹ سریالی ۶ قسمتی با نام باپتیست با محوریت نقش اول این سریال ژولیان باپتیست ساخته شد.

## نقدها
از دست رفته تحسین منتقدان را برانگیخت.
همچنین بحث‌های زیادی دربارهٔ قسمت آخر در توییتر به وجود آمده به طوری که در هر ۱ دقیقه ۱۰۰۰ تویت دربارهٔ این سریال ردوبدل می‌شد.

## قسمت‌ها

### فصل اول
| قسمت | عنوان              | کارگردان    | نویسنده          | نمایش در بریتانیا | نمایش در آمریکا | تعداد بینندگان بریتانیا (میلیون) | تعداد بینندگان آمریکا (میلیون) |
| ---- | ------------------ | ----------- | ---------------- | ----------------- | --------------- | -------------------------------- | ------------------------------ |
| ۱    | «بهشت»             | تام شانکلند | هری و جک ویلیامز | ۲۸ اکتبر ۲۰۱۴     | ۱۵ نوامبر ۲۰۱۴  | ۶٫۲۸                             | ۰٫۲۶۸                          |
| ۲    | «برام دعا کن»      | تام شانکلند | هری و جک ویلیامز | ۴ نوامبر ۲۰۱۴     | ۲۲ نوامبر ۲۰۱۴  | ۷٫۶۶                             | ۰٫۱۹۷                          |
| ۳    | «ملاقات»           | تام شانکلند | هری و جک ویلیامز | ۱۱ نوامبر ۲۰۱۴    | ۲۹ نوامبر ۲۰۱۴  | ۷٫۶۸                             | ۰٫۱۸۸                          |
| ۴    | «رفتن به ماهیگیری» | تام شانکلند | هری و جک ویلیامز | ۱۸ نوامبر ۲۰۱۴    | ۶ دسامبر ۲۰۱۴   | ۷٫۱۲                             | ۰٫۲۲۱                          |
| ۵    | «مالی»             | تام شانکلند | هری و جک ویلیامز | ۲۵ نوامبر ۲۰۱۴    | ۱۳ دسامبر ۲۰۱۴  | ۷٫۳۰                             | ۰٫۱۴۹                          |
| ۶    | «بتن»              | تام شانکلند | هری و جک ویلیامز | ۲ دسامبر ۲۰۱۴     | ۲۰ دسامبر ۲۰۱۴  | ۶٫۸۸                             | ۰٫۱۳۶                          |
| ۷    | «بازگشت به بهشت»   | تام شانکلند | هری و جک ویلیامز | ۹ دسامبر ۲۰۱۴     | ۲۰ دسامبر ۲۰۱۴  | ۷٫۳۳                             | ۰٫۱۳۶                          |
| ۸    | «تا زمان مرگ»      | تام شانکلند | هری و جک ویلیامز | ۱۶ دسامبر ۲۰۱۴    | ۲۰ دسامبر ۲۰۱۴  | ۸٫۳۶                             | ۰٫۱۳۶                          |

### فصل دوم
پس از پایان قسمت هشتم سریال از دست رفته، یک ویدئوی تبلیغاتی از شبکهٔ بی‌بی‌سی وان پخش شد که در پایان آن نوشته بود: «پرونده‌ای جدید؛ از دست رفته باز خواهد گشت» که خبر از فصل دوم این سریال می‌دهد اما تاریخ نمایش آن اعلام نشد.
در این تبلیغ چکی کاریو در نقش جولیان باپتیست می‌گوید: «گم کردن یک نفر می‌تونه آدم رو نابود کنه؛ اما پیدا کردن آن‌ها در حالی که مدت زیادی می‌گذره، می‌تونه خیلی بدتر باشه».